# Kathleen Hughes
Kathleen Hughes (n. 14 noiembrie 1928, Los Angeles, California, SUA – d. 19 mai 2025) a fost o actriță americană de film și televiziune.
Hughes a murit pe 19 mai 2025, la vârsta de 96 de ani.

## Filmografie
| Anul | Titlu                         | Rol                 | Note                                        |
| ---- | ----------------------------- | ------------------- | ------------------------------------------- |
| 1949 | Mother Is a Freshman          | Rhoda Adams         |                                             |
| 1949 | Mr. Belvedere Goes to College | Kay Nelson          |                                             |
| 1949 | It Happens Every Spring       | Sarah               |                                             |
| 1950 | Where the Sidewalk Ends       | Secretary           |                                             |
| 1950 | Mister 880                    | Secretary           |                                             |
| 1950 | I'll Get By                   | Secretary           |                                             |
| 1951 | Take Care of My Little Girl   | Jenny Barker        |                                             |
| 1951 | I'll See You in My Dreams     | Nurse               |                                             |
| 1952 | For Men Only                  | Tracy Norman        |                                             |
| 1952 | Sally and Saint Anne          | Lois Foran          |                                             |
| 1953 | It Came from Outer Space      | Jane                |                                             |
| 1953 | The Golden Blade              | Bakhamra            |                                             |
| 1953 | Thy Neighbor's Wife           | Anushka             |                                             |
| 1953 | The Glass Web                 | Paula Ranier        |                                             |
| 1954 | Dawn at Socorro               | Clare               |                                             |
| 1955 | Cult of the Cobra             | Julia Thompson      |                                             |
| 1956 | Three Bad Sisters             | Valerie Craig       |                                             |
| 1956 | Alfred Hitchcock Presents     | Marian Koster       | Sezonul 2 Episodul 11: „The Better Bargain” |
| 1957 | Alfred Hitchcock Presents     | Ann Nash            | Sezonul 2 Episodul 29: „Cercul vicios”      |
| 1958 | Unwed Mother                  | Linda               |                                             |
| 1966 | Promise Her Anything          | Bit part            |                                             |
| 1967 | The President's Analyst       | White House Tourist |                                             |
| 1971 | The Late Liz                  | Elaine Rich         |                                             |
| 1972 | Pete 'n' Tillie               | Party Guest         |                                             |
| 1974 | The Take                      | School Nurse        |                                             |
| 1990 | Revenge                       | Mother Superior     |                                             |
| 1998 | Welcome to Hollywood          | Woman in curlers    |                                             |
| 2017 | Swamp Women Kissing Booth     | Matilda             | Scurtmetraj                                 |